# ビアンキ・アンソニー
ビアンキ・アンソニー（Anthony Bianchi、1958年8月26日 - ）は、アメリカ合衆国出身の日本の政治家。愛知県犬山市議会議員（5期）、市議会議長を歴任した。「Bianchi」が姓だが「ビアンキ アンソニー」という表記で活動している。

## 来歴
ニューヨークブルックリン出身。先祖はイタリアからの移民。1976年6月、ザバーリアン高校（Xaverian High School）卒業。オフ・ブロードウェイで舞台監督をしていた叔父の影響で、同年9月にニューヨーク大学に入学。映画制作の勉強に没頭する。1980年6月、同大学卒業。ロサンゼルスに移り、1981年からテレビ番組制作会社「エンバシー・コミュニケーションズ」に勤務。
制作していたテレビドラマ『The Jeffersons』の打ち切りと共に職を失う。1987年、ニューヨーク市役所に務めていた友人の紹介で、同市役所経済情報管理省に臨時職員として採用された。1988年、「ぎふ中部未来博」の一環として日本にホームステイしたい人を募集するという新聞記事を見つける。もともと日本に興味があり黒澤明の作品が好きだったビアンキは一宮市に住む日本人の家庭に12日間暮らした。
1989年8月、文部省の外国語指導助手（ALT）プログラムにより来日。愛知県庁義務教育課に勤務。1991年7月、退職。同年9月から1993年8月まで清洲町の中学校に勤めた。1995年、ワーグナー大学ELSセンター副学長に就任。
1996年4月から犬山市役所教育委員会に勤務し、犬山市独自の英語（NET）プログラムを作成した。2000年春、名古屋市出身の日本人と結婚。教育委員会はビアンキの様々な提案を「前例がない」「条例で決まっている」と却下した。「あきらめて米国に帰るか、政治の場から教育を変えるか二つに一つ」と考えた末、2002年9月に日本国籍を取得。
2003年4月27日に行われた犬山市議会議員選挙に立候補し、トップ当選を果たした。ビアンキは行政と議会の情報公開を公約としており、同年6月、初の一般質問で「ケーブルテレビでの議会中継や、市のホームページに議事録を掲載すること」を市に対して求めた。
2003年８月20日 一時帰郷した際にニューヨーク市ブルックリン区から犬山市会議員就任の表彰を受け、次いで母校であるザバーリアン高校より交流の話がありザバーリアン高校と犬山市で音楽や文化を中心に国際交流を行うB.ブリッジズがこの時に始まった。
2005年3月 音楽や文化を中心に国際交流を行うB.ブリッジズの第1回犬山交流の旅でニューヨーク市のブルックリン区のザバーリアン高校からジャスバンドとコーラス部の生徒と引率の先生を含めを総勢70名(生徒68名)が来日し59件のホストファミリー宅への宿泊しながら文化交流をする。
2005年7月29日 愛・地球博/EXPOホールで開催されたに日米子供合唱団のコンサートで米国からホームステイしている子供たちに自身の経験とB.ブリッジズでのホームステイでの活動などからホームステイの大切さや国際交流の良さを語りかけた。
2006年4月 国際交流を行うB.ブリッジズの第1回ニューヨーク交流の旅で犬山から総勢40名が12ホストファミリー宅に泊まりながら、同時期に開催していたブルックリンの桜まつりに参加し、書道・瓦・鉄 アート・下駄・腐の実演などを紹介する。この年、ブルックリンバローホールにてB.ブリッジズの歓迎会をして頂き更に深い交流となる。
2006年4月26日 ニューヨーク州議会よりB.ブリッジズの活動が表彰される。 
2006年9月5日、犬山市長の石田芳弘が翌年2月実施の愛知県知事選挙に立候補する意向を表明すると、10月19日、石田辞職に伴う市長選への出馬を表明した。同年12月17日に行われた市長選挙はビアンキを含め8人の候補者による戦いとなり、前県議の田中志典が当選した。
2007年4月 B.ブリッジズの第2回犬山交流の旅でニューヨーク市ブルックリンのザバーリアン高校から69名の生徒が来日し、日本で57件のホストファミリーで受入れ行った。その際にザバーリアン高校に引率しながら日本国内の受入れや各イベントの運営などに尽力した。
2007年4月の市議選で2期目の当選。
2008年4月 B.ブリッジズの第2回NY交流の旅で犬山市民がニューヨーク訪問した際に引率する(日本から30名/ニュヨークで16ホストファミリー受入)
2009年4月 B.ブリッジズの第3回犬山交流の旅(NYから生徒と教師約70名が来日/58家族がホストファミリーで受入)でニューヨーカー一行の引率や国内のファミリーの対応にイベント運営などに尽力する。
2010年4月 B.ブリッジズの第3回NY交流の旅(日本から23名/ニュヨーク16ホストファミリー受入れ)の引率や活動支援に尽力した。
2012年4月 B.ブリッジズの第4回犬山交流の旅(ザバーリアン高校から64名の生徒/日本で56ホストファミリーが受入れ)ニューヨーカー一行の引率や国内のファミリーの対応にイベント運営などに尽力する。
2012年11月 ハリケーンサンディの被害を受けたザバーリアン高校のため関係者、新聞を通じ寄付を呼びかけ、集まった金額約800,000円を高校に直接届ける。B.ブリッジズ
2013年4月　B.ブリッジズの第4回NY交流の旅(44名/22ホストファミリー)の引率や支援に尽力し、前年のハリケーンサンディの被害に対して、犬山中学校より預かった義援金及び応援メッセージのファイルを高校へ手渡をする。
2013年11月 B.ブリッジズの活動が愛知県国際交流協会より表彰される。
2015年4月 B.ブリッジズの第5回犬山交流の旅(ザバーリアン高校から66名の生徒/日本で55ホストファミリーの受入れ)ニューヨーカー一行の引率や国内のファミリーの対応にイベント運営などに尽力する。
2016年 B.ブリッジズの第5回NY交流の旅(33名/22ホストファミリー)の引率や活動支援に尽力した。
2017年5月11日、犬山市議会議長に立候補し、10対9、棄権1の僅差で議長選に勝利した。
2018年2月28日、ビアンキの発案により市民フリースピーチ制度が市議会で実現した。同制度は、市民が議場で議員を前に市政について5分間ずつ発言するというもの。個々の議員はその場で質問や感想を述べる。この市民フリースピーチ制度が特に評価されたことにより、同年11月9日、犬山市議会は第13回「マニフェスト大賞」に選出された。
2018年4月  B.ブリッジズの第6回犬山交流の旅(58生徒/53ホストファミリー)でニューヨーカー一行の引率や国内のファミリーの対応にイベント運営などに尽力する。
2019年4月の市議選で5期目の当選。
2023年4月 B.ブリッジズの第7回犬山交流の旅(57生徒/51ホストファミリー)でニューヨーカー一行の引率や国内のファミリーの対応にイベント運営などに尽力する。
2023年4月の市議選は立候補せず、妻のビアンキ恵子が立候補し、初当選した。
自身のフェイスブックによれば、チャック・ウェプナーは従兄弟だという。

## 犬山国際交流協会への人事介入とパワハラ問題
2017年2月23日、犬山国際交流協会（以下、「協会」とする）は、ビアンキの親族である職員に対し、雇い止めの告知を行った。同年3月27日、協会職員の採用面接が実施。ビアンキは協会の処置を不服として、協会会長に電話で抗議。会長はビアンキの言葉に「精神的ショックを受け」（市議会調査委員会2021年11月18日報告書の文言）、会長職を辞任する一因となった。3月28日、ビアンキは観光交流課職員に抗議。人格攻撃を含む発言を大声で行った。その後、小澤正司副市長に面会し、同様の訴えをするも、小澤が取り合わなかったことに対して怒り、大声を出して退出した。同月、協会の総会が開かれるが、会長1名、副会長2名、理事1名の計4名が2年の任期を待たずに辞任する事態となった。ビアンキはさらに、山田拓郎市長に宛てた4月10日付の文書の中で、協会の理事の一人の名を挙げ、「市の関係活動全ての参加を禁止すべき」と書き記した。
2021年6月11日、市議会定例会で久世高裕市議が上記の件について質問。6月25日の定例議会最終日において、ビアンキは「5年前ですけれども、国際交流協会の件ですが当時の協会の観光交流課の担当に対し私が強い口調で怒りすぎました。第三者から見てパワハラだと思われても仕方がないと深く反省しています。この一連の過程の中で私自身、無理やりな要求を強要したことがありませんが感情的になり怒ったこともあります。それをお詫びいたします」と発言した。7月19日の全員協議会において調査委員会の設置が決定。また、同日の全員協議会で、映画監督の高橋玄がビアンキのドキュメンタリー映画をクラウドファンディングで制作しようとしていることが明らかとされた。
同年11月18日、調査委員会は調査報告書を公表。ビアンキのパワハラと協会役員4名辞任の間には、一定の因果関係があると認めた。
2022年3月22日、市議会は「ビアンキアンソニー議員が行った不適切な言動に対し、猛省を求める決議」案を可決した。その後、ビアンキは自身のFacebookに、協会で「不適切な人事の決め方」があり、「課長がちゃんと確認していればこの結果はなかったはず」と投稿した。4月4日、山田市長はこの投稿について「適切になされていたことは既に事実確認済みなのに、当該職員を非難している」として、議員の政治倫理基準やハラスメント防止要綱に反するとビアンキに書面で申しれた。市議会はハラスメント苦情処理委員会を設置し、非公開で対応を協議。4月21日、三浦知里議長名で厳重注意の文書をビアンキに渡した。

## 著書
- 『前例より、前進!―青い目の市会議員“奪戦記”』風媒社、2014年10月20日。ISBN 978-4833111096。
- 『1人から始める議会改革―市民フリースピーチが議会を変えた!』学陽書房、2021年3月15日。ISBN 978-4313180635。